# 納加代
納加代是伊朗的城市，位於該國西北部，由西阿塞拜疆省負責管轄，毗鄰與土耳其接壤的邊境，距離爾米亞湖23公里，海拔高度1,300米，主要經濟活動是農業，2006年人口121,975。
这个城市位于Piranshahr和Urmia之间。